# Nemzeti Felderítő Hivatal
A Nemzeti Felderítő Hivatal (National Reconnaissance Office, NRO) az Amerikai Egyesült Államok űrfelderítési hírszerző szervezete, az Egyesült Államok Hírszerző Közösségének az egyik legnagyobb költségvetésű és létszámú tagja, önálló nemzetbiztonsági szolgálat.
Fő feladata felderítő műholdak tervezése, építése és működtetése, és azok révén hírszerzési adatok beszerzése és továbbítása más kormányzati szervek részére, különösen SIGINT adatok az NSA számára, képi információ (IMINT) az NGA számára, valamint mérési és azonosító adatok (MASINT) a DIA számára.
Az NRO a rendelkezésére álló műszaki-technikai eszközökkel, műholdakkal és az azok révén nyert adatok elsődleges feldolgozására alkalmas berendezésekkel olyan hírszerzési adatokhoz jut, amelyek alapján Föld bármely pontján
- ellenőrizhetik a stratégiai fegyverrendszerek korlátozásáról szóló szerződésék és más leszerelési egyezmények betartását;
- megfigyelhetik a helyi háborúk és katonai gyakorlatok lefolyását;
- naprakész információval rendelkeznek a különböző regionális konfliktusokról, természeti katasztrófákról és környezetvédelmi problémákról;
- lehallgathatják a nemzetközi terrorista szervezetek kommunikációját, és sok más konkrét információszerzési feladatot oldhatnak meg.[5]

## Története

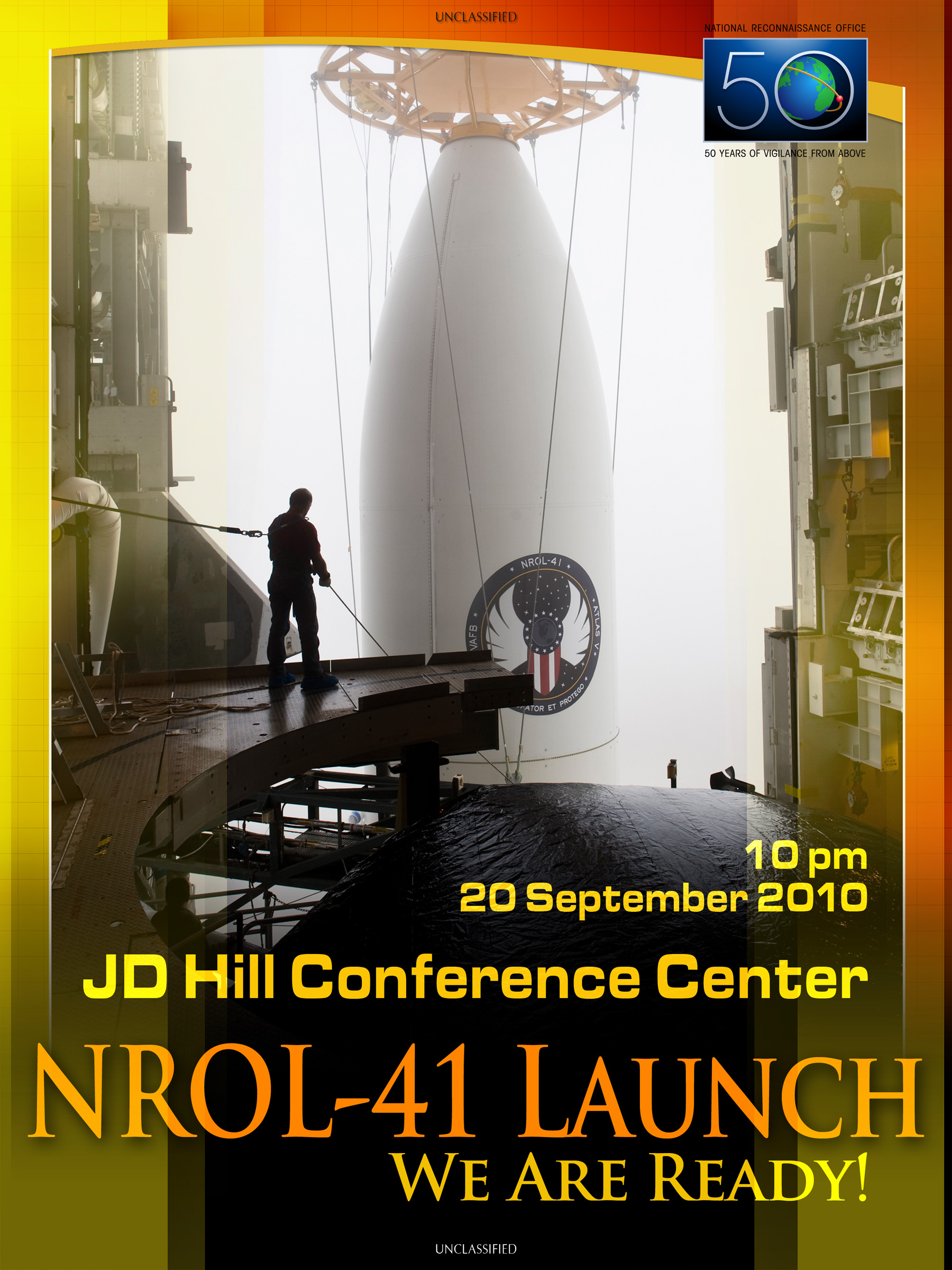
Plakát az NRO 50. évfordulójára; egy műholdakat pályára állító Atlasz rakéta fellövésének előkészületei

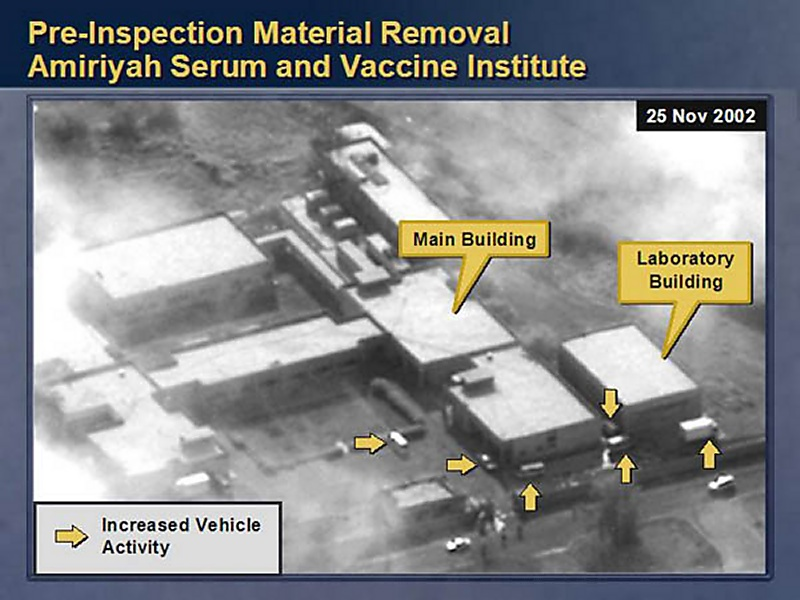
Iraki biológiai intézet műholdképe, Al-A'amiriya, November 2002.

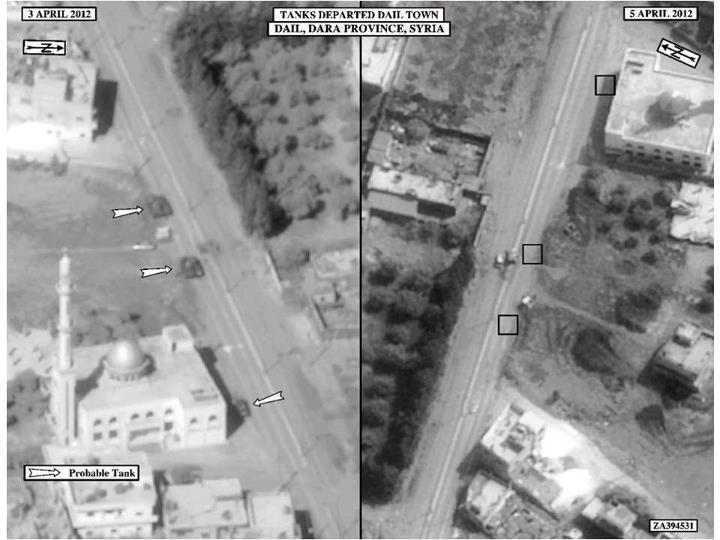
Szíriai tankok amerikai műholdképen, 2012. április

Az NRO-t 1960. augusztus 25-én hozták létre, az első amerikai műholdak fellövésének korszakában. Az e feladatokat eredetileg ellátó légierőnek addigra már problémákat jelentett az egyre kiterjedtebb tevékenység irányítása. Az első felderítő műholdak, köztük a SAMOS, a Big Bird alapvetően hagyományos fényképészeti eljárásokat alkalmaztak, ezért nem voltak képesek naprakész információt szolgáltatni, inkább csak a stratégiai, hosszú távú felderítésben voltak alkalmazhatóak. Nagy előrelépést jelentett 1976-ban a Lockheed által kifejlesztett KH-11 („Keyhole” – kulcslyuk) kémműhold, amely már nem vitt magával filmet, hanem 322 kilométeres keringési magasságából a fényképezés pillanatában azonnal rádióhullámok segítségével, digitális formában előbb egy, szintén a világűrben keringő reléállomásra, majd innen lehallgatásbiztos, irányított hullámok formájában a Légierő Űrvédelmi Központjába (US AIR Force Space Defense Center), a Denver melletti Colorado Springsbe juttatta az eredményt. Az első digitális képek 15 cm-es felbontása nem maradt el lényegesen a „hagyományos”, pánkromatikus filmre készült űrfelvételektől.
A titkos szervezet létezéséről az első sajtóhírek csak 1971-ben jelentek meg. Az NRO létezésének első hivatalos elismerésére 1973 októberében került sor, amikor egy szenátusi jelentés tévedésből nyílt szövegben tett rá utalást.
1985-ben a The New York Times egy cikkében már részleteket is közölt az NRO tevékenységéről.
Végül 1992. szeptember 18-án hivatalosan is feloldották a szervezet létezésének titkosságát.
Az NRO a konkrét hadmüveletek támogatásával nagy szerepet kapott már az öbölháború (1990-91) idején is. A szervezet elengedhetetlenül fontos szerepet játszott a 2003-ban kezdődött iraki háború során is,

## Szervezete
Az NRO a Amerikai Védelmi Minisztérium alárendeltségében működő ügynökség, amelynek költségvetését a National Reconnaissance Program nevű költségvetési fejezeten keresztül biztosítják. A költségvetését a védelmi miniszter és a Központi Hírszerzés igazgatója (DCI, Director of Central Intelligence) együttesen hagyják jóvá.

### Az NRO költségvetése a többi nagy amerikai hírszerző szervezethez viszonyítva
A Washington Postnak Edward Snowden leleplezései után készült oknyomozó cikke szerint az Egyesült Államok hírszerző szerveinek együttes költségvetése 2013-ban 52,6 milliárd USD volt. Az alábbi táblázatok az öt legnagyobb ügynökség adatait tartalmazzák.(Adatok milliárd USD-ban)
| A szervezet neve | A szervezet neve                         | Igazgatási és fenntartási költségek (Management and support) | Adatbeszerzés (Data collection) | Adatfeldolgozás és értékelés (Data processing and exploitation) | Adatelemzés (Data analysis) | Összesen |
| ---------------- | ---------------------------------------- | ------------------------------------------------------------ | ------------------------------- | --------------------------------------------------------------- | --------------------------- | -------- |
|                  | Central Intelligence Agency              | 01,8                                                         | 11,50                           | 0,387                                                           | 1,10                        | 14,787   |
|                  | National Security Agency                 | 05,2                                                         | 02,50                           | 1,60                                                            | 1,50                        | 10,80    |
|                  | National Reconnaissance Program          | 01,8                                                         | 06,00                           | 2,50                                                            | –                           | 10,30    |
|                  | National Geospatial-Intelligence Program | 02,0                                                         | 00,537                          | 1,40                                                            | 0,973                       | 04,910   |
|                  | General Defense Intelligence Program     | 01,7                                                         | 01,30                           | 0,228                                                           | 1,20                        | 04,428   |
| Összesen         | Összesen                                 | 12,5                                                         | 21,837                          | 6,115                                                           | 4,773                       | 45,225   |

## Fordítás
- Ez a szócikk részben vagy egészben  a   National Reconnaissance Office című angol Wikipédia-szócikk ezen változatának fordításán alapul.  Az eredeti cikk szerkesztőit annak laptörténete sorolja fel. Ez a jelzés csupán a megfogalmazás eredetét és a szerzői jogokat jelzi, nem szolgál a cikkben szereplő információk forrásmegjelöléseként.